# Акке, Фаусто
Фаусто Алессо Акке (при рождении Падовини — швед. Fausto Alesso Acke; 23 мая 1897, Рим — 14 мая 1967, Голливуд, Калифорния) — шведский гимнаст, принимавший участие в летних Олимпийских играх 1920 года.

## Биография
Родившийся в Италии в 1897 году, Фаусто Акке был усыновлён в 1903 году семьёй шведских художников Йоханом и Евой Акке. Его приёмной матерью была дочь финско-шведского писателя Захариаса Топелиуса. Фаусто вырос на вилле Аклея в Ваксхольме и учился в школе-интернат в Лундсберге. Он был членом шведской команды, которая выиграла золотую медаль в командном первенстве по шведской системе на летних Олимпийских играх 1920 года в Антверпене.
В 1925 году Фаусто женился на Гердис Йоханссон. В том же году Акке переехал в Соединенные Штаты из-за экономических проблем. Там он стал тренером в студии RKO Studios в Голливуде. Позже Фаусто снова женился на Анне Индрефьорд (1906—1975) из Норвегии. Свой дом в Лос-Анджелесе они назвали Ackebakken и усыновили дочь Марту.